# Austrolestes
Austrolestes – rodzaj ważek z rodziny pałątkowatych (Lestidae).

## Zasięg występowania
Rodzaj obejmuje gatunki występujące w Australii (wraz z Tasmanią) i Nowej Zelandii (wraz z Wyspami Chatham).

## Morfologia
Są to duże lub średniej wielkości ważki. Dorosłe samce są zwykle jasnoniebiesko-czarne, samice są bledsze; u osobników niedojrzałych jaśniejsze obszary są jasnobrązowe lub niebieskawe.

## Systematyka
Rodzaj ten utworzył w 1913 roku brytyjsko-australijski entomolog Robert John Tillyard w artykule opublikowanym w „Proceedings of the Linnean Society of New South Wales”. Jako gatunek typowy wyznaczył Lestes cingulatus; oprócz niego do rodzaju zaliczył pięć gatunków – dwa nowo opisane oraz trzy, podobnie jak gatunek typowy, wcześniej zaliczane do Lestes. Jako cechę odróżniającą te ważki od przedstawicieli Lestes wskazał, że w trakcie odpoczynku składają one skrzydła całkowicie do tyłu, podczas gdy Lestes rozkładają je poziomo. Oba nowo opisane przez Tillyarda gatunki zostały później przeniesione do rodzaju Indolestes (jako Indolestes insularis i Indolestes alleni). Obecnie (2025) do rodzaju Austrolestes zaliczanych jest 10 gatunków, ostatnie dwa zostały opisane w 1979 roku.
Rodzaj ten bywał umieszczany w podrodzinie Sympecmatinae w obrębie rodziny pałątkowatych, ale badania filogenetyczne (Dijkstra et al. 2013) wykazały, że brak jest podstaw do wyróżniania podrodzin w obrębie pałątkowatych.

### Podział systematyczny
Do rodzaju należą następujące gatunki:
- Austrolestes aleison Watson & Moulds, 1979
- Austrolestes analis (Rambur, 1842)
- Austrolestes annulosus (Selys, 1862)
- Austrolestes aridus (Tillyard, 1908)
- Austrolestes cingulatus (Burmeister, 1839)
- Austrolestes colensonis (White in White & Gardiner Butler, 1846)
- Austrolestes io (Selys, 1862)
- Austrolestes leda (Selys, 1862)
- Austrolestes minjerriba Watson, 1979
- Austrolestes psyche (Hagen in Selys, 1862)